# Xã Franklin, Quận Wayne, Indiana
Xã Franklin (tiếng Anh: Franklin Township) là một xã thuộc quận Wayne, tiểu bang Indiana, Hoa Kỳ. Năm 2010, dân số của xã này là 1.370 người.